# Strawberry (Arizona)
Strawberry – jednostka osadnicza w Stanach Zjednoczonych, w stanie Arizona, w hrabstwie Gila.